# Bhairab (Fluss)
Der Bhairab (bengalisch ভৈরব) ist ein ca. 160 km langer und etwa 100 bis 200 m breiter Fluss im Gangesdelta in Indien und Bangladesch; an seinen Ufern liegen die Städte Jessore und Khulna sowie die Historische Moscheenstadt Bagerhat.

## Verlauf
Der Bhairab bildet einen Abzweig des Jalangi; später bildet er zusammen mit dem Atrai den Fluss Rupsha.